# TV Malsch

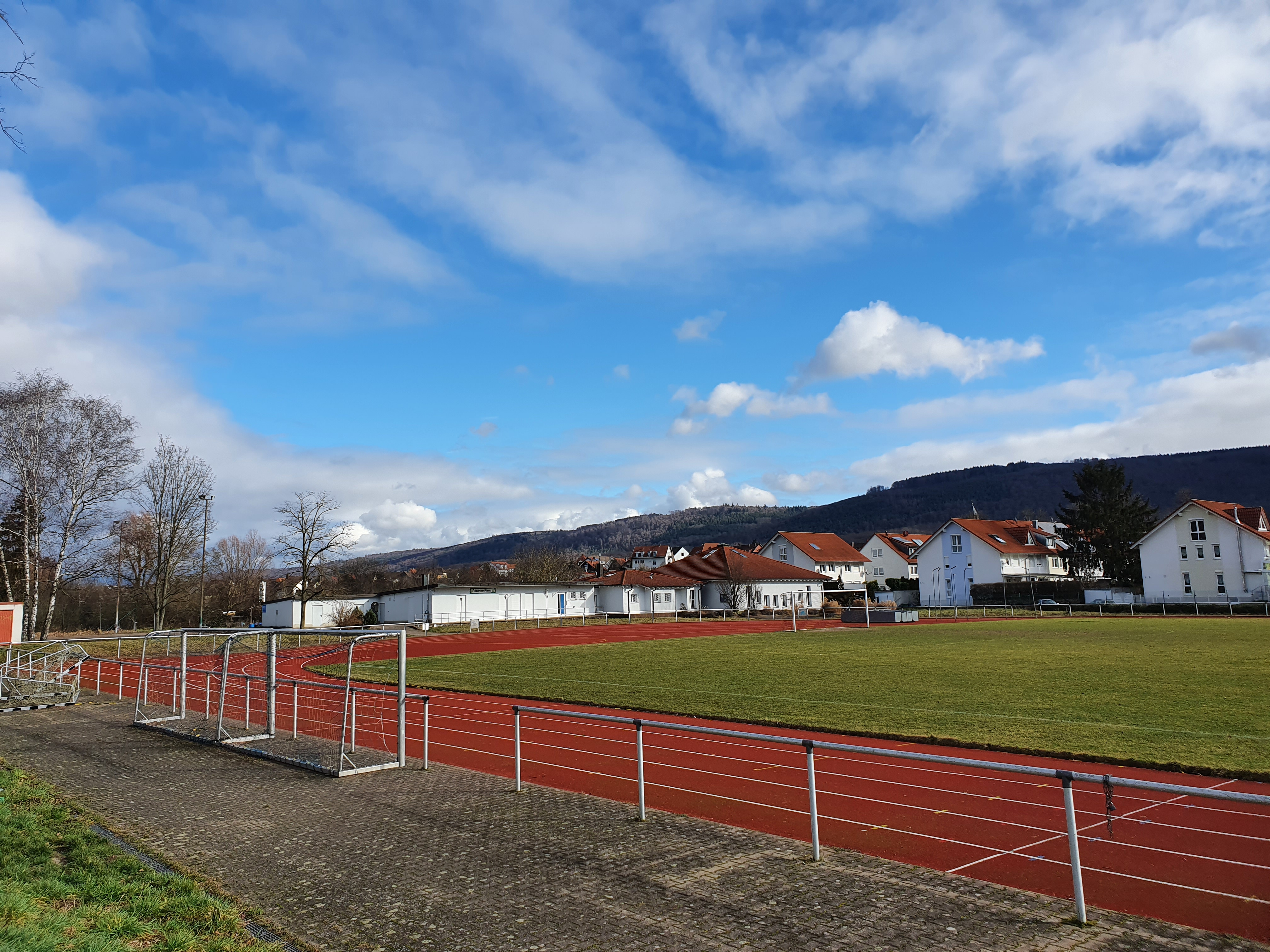
Sportstätte des Turnverein Malsch 1897 e. V.

Der Turnverein Malsch 1897 e. V. ist ein Mehrspartensportverein in Malsch (Landkreis Karlsruhe) mit 1050 Mitgliedern (Stand Januar 2022), der im Gesundheits-, Breiten- und Leistungssport aktiv ist.
Erfolgreichster Sportler ist der mehrmalige Handball-Nationalspieler Franz Bechler.
Das Sportgelände umfasst eine Turnhalle, einen Rasenplatz mit Leichtathletikanlage sowie einen Kursraum, Büroräume und eine Vereinsgaststätte.

## Geschichte

### Die Gründerjahre als Turnverein (1897–1928)
Der Drang der Jugend nach Körperertüchtigung motivierte 50 Turnfreunde am 31. Januar 1897 den Turnverein Malsch zu gründen. Dem Verwaltungsrat gehörten ein Lehrer, Schlosser-, Schreiner- und Schmiedemeister, ein Schreiner, ein Wirt, ein „Handelsmann“ und ein Fabrikant an. Jeder Aktive warf nach seiner Übungsstunde Geld in eine Kasse, mit der notwendige Geräte angeschafft werden konnten. Drei Jahre später, am 20. Mai 1900, wurde die Fahnenweihe gefeiert. Der TSV Weingarten nahm daran teil, während die Absage der Turnerschaft Rastatt damit begründet wurde, dass der „dortige Verein Gau- und Kreislos ist.“ Am 27. Oktober 1905 wurde in einem Vertrag festgehalten, dass die Rastatter Brauerei Franz Räumlichkeiten im Gasthaus zum „Deutschen Kaiser“ zur Verfügung stellt und im Gegenzug sich der Verein verpflichtet, all seine Veranstaltungen dort abzuhalten. Von 1908 an gehörte der TV Malsch dem X. Turnkreis der Deutschen Turnerschaft an. 1919 erwarb die Brauerei Hatz den Biergarten mit Kegelbahn und Wirtschaftsgebäude (⊙). Das Gebäude wurde zur Turnhalle ausgebaut und diente als Sitzungsraum der Generalversammlungen. 1925 wurde das 30-jährige Stiftungsfest begangen und in der Bestandserhebung 1928 der Deutschen Turnerschaft trug der Vereinsvorsitzende das Jahr 1887 als Gründungsjahr ein.

### Entwicklung zum Mehrspartensportverein (1929–1955)
1929 wurde eine Handball-Abteilung gegründet. Die Mitgliederanmeldung an die Badische Turnerschaft erwähnte neben Turnen und Handball sportliche Aktivitäten im Ringtennis und Wandern. 1933 gab es die ersten weiblichen Vorstandsmitglieder. Der Umbau der Turnhalle begann am 9. Oktober 1935 und deren Eröffnung fand am 11. April 1936 statt. Am 21. März 1939 verkaufte der Verein für 12.000,- Reichsmark das Biergarten-Grundstück mit allen Baulichkeiten an den langjährigen Turnwart Ludwig Muck. Der Vorstand wollte damit einer Enteignung vorbeugen. Vereinbart wurde, dass Turnhalle, Vereinslokal und Umkleide weiterhin von den Mitgliedern genutzt werden können. Am 18. Januar 1941 veranstaltete die Skiabteilung einen Lang- und Sprunglauf. Am 7. April 1943 beschloss der Verein seine Selbstauflösung und die Löschung aus dem Vereinsregister. Dies wurde mit der 1. Turnerratssitzung am 12. Januar 1946 und damit verbundenen Neuwahlen rückgängig gemacht. In diesem Jahr war erstmals von Aktiven in der Leichtathletik die Rede. Am 7. Oktober 1946 erfolgte ein Pachtvertrag mit der Gemeinde über 10 Jahre zur Nutzung des Gemeindesportplatzes. Der Wiederbeginn der regelmäßigen Turnstunden startete am 15. Januar 1949. Beim Amtsgericht Ettlingen erfolgte am 25. Oktober 1952 die Neueintragung des TV Malsch in das Vereinsregister. Anlässlich der bevorstehenden Eröffnung des Schwimmbades wurde am 8. Mai 1954 eine Schwimmabteilung gegründet. 1955 folgte Tischtennis.

### Sportstättenentwicklung und überregionale Laufveranstaltungen (1957–1996)
Anlässlich des 60. Vereinsgründungstags wurde vom 13. bis 15. Juli 1957 der neue Gemeindesportplatz eingeweiht. Die erste Wettkampf- und Übungsgemeinschaft des Vereins wurde mit dem TV Bruchhausen am 1. Oktober 1968 eingegangen. 1970 wurden nach über dreijähriger Bauzeit das neue Vereinsheim und 1973 das Allwetter-Spielfeld ihrer Bestimmung übergeben. Ein Konzept zur Sanierung der Leichtathletik-Anlagen wurde im Mai 1986 vom Gemeinderat befürwortet. 330.000 Mark übernahm die Gemeinde, 62.000 Mark musste der Verein aufbringen. Ende 1987 wurde eine Neuorganisation mit verschiedenen Ausschüssen in die Wege geleitet. Die Leichtathletik-Abteilung initiierte Ende Mai 1990 den Internationalen Malscher Volkslauf mit über 200 Teilnehmern aus Süddeutschland, dem Elsass und aus Luxemburg. 1995 kam mit dem Malscher Crosslauf eine weitere Veranstaltung hinzu, bei der auf einem 1000-m-Parcours kleinere Hindernisse wie Gräben und Brücken überwunden werden müssen. Eine größere Anschaffung für die Leichtathletik-Abteilung (Startblöcke, Trainingsspeere etc.) von etwa 7.000 Mark wurde am 13. Juni 1996 einstimmig beschlossen. Geplant wurden weiterhin eine Hochsprunganlage und ein Diskuskäfig.

### Neue Entwicklung (seit 1997)
Anlässlich des 100. Geburtstages wurden vom 29. Mai bis 2. Juni 1997 ein Sportfest und das Gaukinderturnfest des Turngau Karlsruhe veranstaltet. Im September 1997 konnten die neue Gymnastikhalle und ein Anbau des Vereinsheims ihrer Bestimmung übergeben werden. Eine Neufassung der Satzung wurde am 16. Juli 2020 beschlossen.

## Wettkampfsport
Die folgenden Abteilungen betreiben Mannschaftssport und Individualsport.

### Mannschaftssport

#### Handball
Die am 14. Dezember 1929 gegründete Abteilung formierte sich unmittelbar nach dem Zweiten Weltkrieg wieder. Ein Turnier zu Ostern 1946 mit französischer Beteiligung war die Initialzündung. Damals wurde noch auf dem Großfeld gespielt (1949 gegen den VfB Mühlburg). Der zum TSV Rintheim gewechselte Josef Bechler stieg in der Saison 1969/70 in die Bundesliga auf. Franz Bechler wechselte nach vier Bundesligajahren beim TSV Rintheim zur TuS Hofweier, wo er in sechs Jahren zum Nationalspieler und deutschen Vizemeister in der Spielzeit 1978/79 werden konnte. Nach Ende seiner Aktivenlaufbahn kehrte Franz Bechler zum TV Malsch zurück. Die Handballer pflegen eine langjährige Partnerschaft mit dem E.S.C. Connantre durch gegenseitigen Besuch der Sportfeste.
In der Saison 2021/22 spielt die 1. Damen-Mannschaft in der Landesliga und die 1. Herren-Mannschaft in der Bezirksliga.

### Individualsport

#### Gerätturnen
In den ersten 30 Jahren der Vereinsgeschichte waren ausschließlich die Turner für sportliche Aktivitäten zuständig – wobei das Volksturnen mit Wettkämpfen im Lauf, Sprung und Wurf bereits leichtathletische Elemente enthielt. Die Turner zählten im Murgtal-Turngau zu den Aktivposten. Die Aufwärtsentwicklung wurde durch den Ersten Weltkrieg unterbrochen und 1947 wieder aufgenommen. Eugen Deubel konnte 1955 den 7. Platz bei den Deutschen Jugend-Meisterschaften erringen. Von 1955 bis 1958 gehörte er der badischen Landesturnriege an. Mitte der 1980er-Jahre musste das Leistungsturnen eingestellt werden, da der Verein keine Jugendriege mehr stellen konnte. Im Frühjahr 1995 konnte im Rahmen der Kunstturngemeinschaft Karlsruhe der Aufstieg in die Landesliga errungen werden. Im Jubiläumsjahr 1997 umfasste die Abteilung etwa 1000 Mitglieder, die von 26 Übungsleitern geführt wurden. 350 Kinder und Jugendliche unter 14 Jahren fanden Zugang zum Verein. Der Verein ist Mitglied im Karlsruher Turngau.
Thorsten Gilg errang 2002 den 8. und 2005 den 5. Platz beim deutschen Turnfest. Die dominierende deutsche Meisterin im Jahn-Neunkampf, Sabine Storz, holte vor ihrem Wechsel zu PTSV Jahn Freiburg die Titel in den Jahren 2010 und 2012.

#### Leichtathletik
Die Abteilung wurde am 25. Januar 1948 gegründet. Bei den Süddeutschen Leichtathletik-Meisterschaften in Worms erreichte Bernd Schneider am 9. Juli 1960 im Dreisprung einen 6. Platz. Ab 1971 verlagerte sich die Zielrichtung vom Leistungs- zum Breitensport mit der Abnahme des Sportabzeichens und der Einrichtung eines Lauftreffs. Stefania Wendland, eine ehemalige polnische Nationalmannschaftsathletin, gründete 1993 die Schüler-Nachwuchsabteilung. Sie errang 2015 den achten Platz bei der Deutschen Berglauf-Meisterschaft. Vom 24. Oktober 2002 bis 2020 war die Abteilung Mitglied der LG Region Karlsruhe.

#### Tischtennis
Anfang der 1950er-Jahre versammelten sich Malscher Hobby-Tischtennisspieler im Theresienhaus zu einem trainingsmäßigen Spielbetrieb. Im Jahre 1955 schlossen sich diese Sportfreunde zusammen und gründeten die Abteilung. Nach Fertigstellung der Hans-Thoma-Schule 1964 wurde der Abteilung die dortige Gymnastikhalle für Training und Verbandsspiele angeboten. Bessere Bedingungen brachte der Umzug 1974 in die neu erstellte Turnhalle der Johann-Peter-Hebel-Schule, wo 9 Tische gestellt werden konnten.
In der Saison 2021/22 spielt die 1. Männer-Mannschaft in der Bezirksklasse.

## Breitensport und Rehabilitationssportgruppen

### Breitensport
Die Mitglieder der am 6. September 1976 gegründeten Volleyball-Abteilung treten bei Freizeitturnieren an.
Folgende Abteilungen beendeten ihre Aktivitäten:
- Schwimmen: Die am 8. Mai 1954 gegründete Abteilung[26] wurde später aufgelöst.
- Ski: Die am 4. Januar 1947 wieder gegründete Abteilung[27] wurde später aufgelöst.

### Rehabilitationssport
1990 wurde eine Wirbelsäulensportgruppe eingerichtet, die 1995 der Vereinsinitiative Gesundheitssport beitrat, der weitere Vereine aus der Region wie Karlsruher Turnverein 1846, SV Karlsruhe-Beiertheim, TSG Blankenloch, SSC Karlsruhe oder SSV Ettlingen angehören. 1996 wurde das Qualitätssiegel Pluspunkt Gesundheit des Deutschen Turner-Bundes verliehen.

## Kinder- und Jugendsport
1982 sind von insgesamt 1000 Mitgliedern 700 unter 25 Jahren. Beim Kinderyoga gemeinsam mit dem Familienzentrum Villa Federbach werden durch Pustespiele, das Tönen von Tierlauten der Atem gekräftigt und durch Achtsamkeitsübungen die Wahrnehmung des Atmens und der Sinne gefördert.

## Sportstätten
Seit 1952 kann der Verein als Pächter das Sportgelände nutzen. Am 5. Oktober 1973 wurde das 39 × 20 m große Allwetter-Spielfeld seiner Bestimmung übergeben. Mit der Fertigstellung der Bühnsporthalle 1978 eröffneten sich für die Hallensportarten neue Perspektiven. Ende August 1988 konnten die zwei Jahre zuvor beschlossenen Maßnahmen für die neue Sportanlage eingeweiht werden. Gymnastikhalle und Sportplatz werden durch Erbbaurecht der Gemeinde Malsch genutzt.